# Holcomb (Missisipi)
Holcomb – jednostka osadnicza w Stanach Zjednoczonych, w stanie Missisipi, w hrabstwie Grenada.